# Географія Мозамбіку
Мозамбік — південноафриканська країна, що знаходиться на південному сході континенту . Загальна площа країни 799 380 км² (35-те місце у світі), з яких на суходіл припадає 786 380 км², а на поверхню внутрішніх вод — 13 тис. км². Площа країни на ⅓ більша за площу території України, вдвічі більша за площу Каліфорнії. 

## Назва
Офіційна назва — Республіка Мозамбік, Мозамбік (порт. Republica de Mocambique, Mocambique). Назва країни походить від назви однойменного острова Мозамбік неподалік від узбережжя. Назва острова, у свою чергу, ймовірно, походить від імені його колишнього арабського правителя, впливового работоргівця, шейха Мусси бен-Мбіка, з яким познайомились перші португальські мореплавці, що висадились і заснували на острові поселення 1498 року. Колишня колонія Португальська Східна Африка.

## Географічне положення
Мозамбік — південноафриканська країна, що межує з шістьма іншими країнами: на півночі — з Танзанією (спільний кордон — 840 км), на півдні — з Свазілендом (108 км) і ПАР (496 км), на заході — із Зімбабве (1402 км), Замбією (439 км) і Малаві (1498 км). Загальна довжина державного кордону — 4783 км. Територія країни видовжена з півночі на південь від 10° пн. ш. майже до 27° пн. ш. приблизно на 1850 км. Північна частина країни ширша, ніж південна, і розділена на два великих райони територією Малаві, що глибоко врізається в територію Мозамбіку. Північна і південна половини країни розділяються річкою Замбезі. Мозамбік на сході омивається водами Мозамбіцької протоки Індійського океану. Загальна довжина морського узбережжя 2470 км.

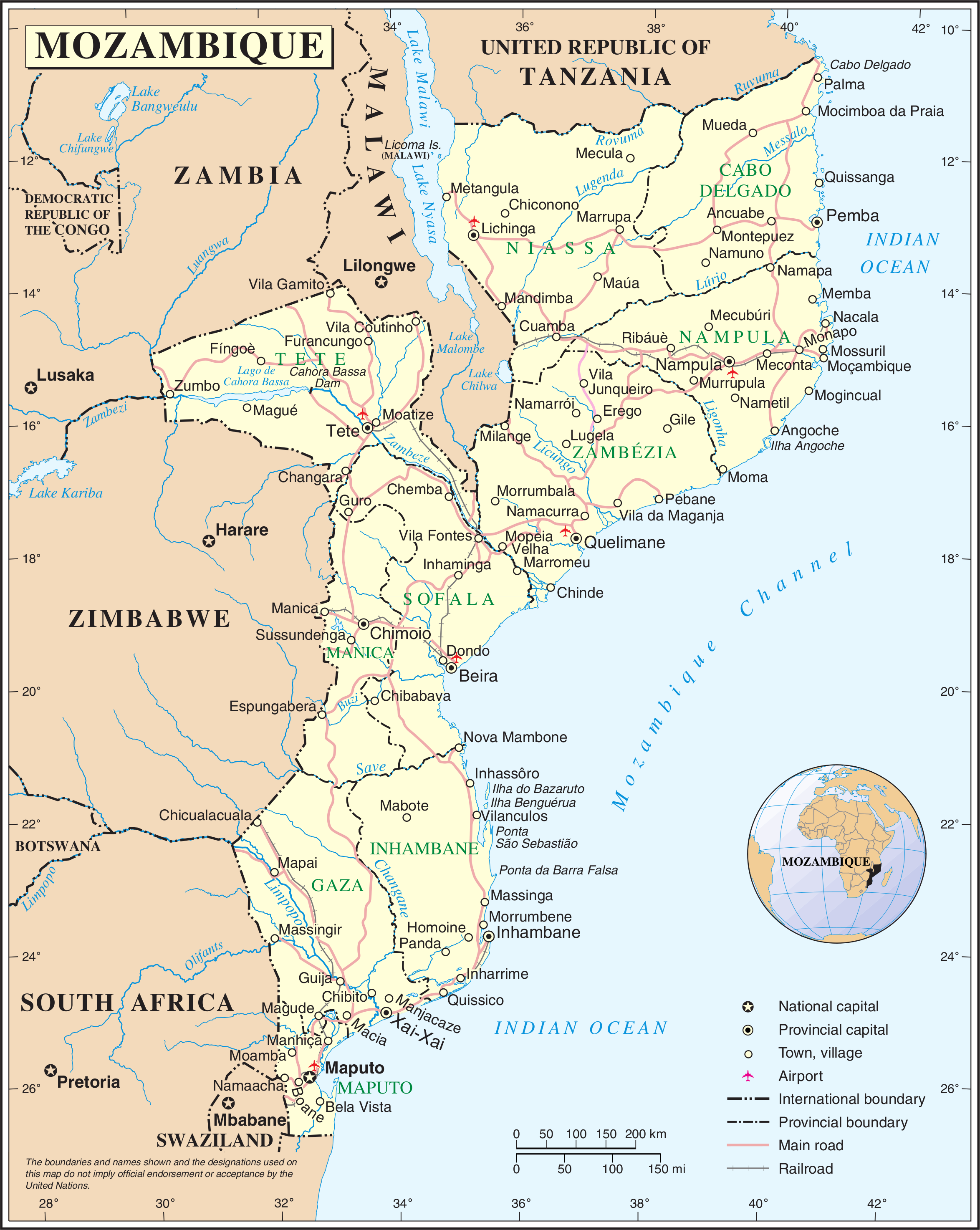
Карта Мозамбіку від ООН (англ.)
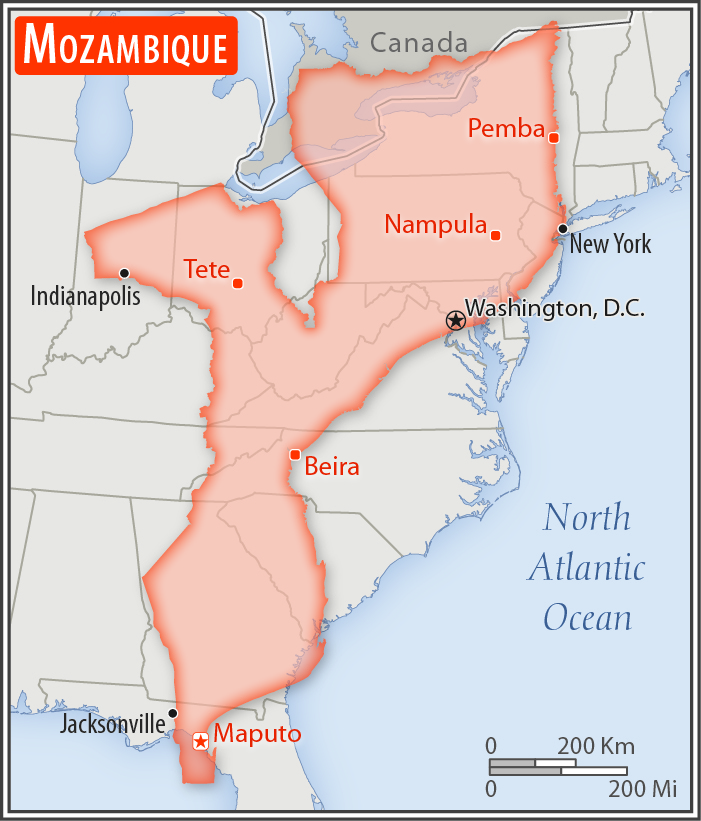
Порівняння розмірів території Мозамбіку та США

Згідно з Конвенцією Організації Об'єднаних Націй з морського права (UNCLOS) 1982 року, протяжність територіальних вод країни встановлено в 12 морських миль (22,2 км). Виключна економічна зона встановлена на відстань 200 морських миль (370,4 км) від узбережжя.

### Час
Час у Мозамбіці: UTC+2 (той самий час, що й у Києві).

## Геологія

### Корисні копалини
Надра Мозамбіку багаті на ряд корисних копалин: кам'яне вугілля, титанові руди, природний газ, тантал, графіт.

## Рельєф
Середні висоти — 345 м; найнижча точка — рівень вод Індійського океану (0 м); найвища точка — гора Бінга (2436 м). Територія країни розташована в межах Східно-Африканського плоскогір'я, що знижується з заходу на схід, та Мозамбіцької заболоченої низовини (на півдні і сході). Вздовж кордону з ПАР — вулканічні гори Лебомбо. Мозамбік — країна незвичайної конфігурації, що тягнеться від низовин і боліт на узбережжі Індійського океану до плато Центральної Африки. Найвищі і найбільш розчленовані райони розташовані на заході провінції Ньяса і на півночі провінції Тете, біля кордону з Малаві. Більш низькі і менш розчленовані височини розташовані на півночі провінції Кабу-Делгаду поблизу кордону з Танзанією. У південному Мозамбіку найбільш піднесені області знаходяться в межах провінції Маніка і крайнього заходу провінції Софала. Найвища точка країни — гора Бінга (2437 м) — розташована в провінції Маніка поблизу кордону із Зімбабве. Крім того, гори тягнуться вздовж західного кордону країни в межах провінцій Мапуту і Газа. Плоскі прибережні низовини і болота займають 44 % всіх площі Мозамбіку, але на півночі низовини відносно вузькі, звичайно шириною менше 30 км. Далі в глибині країни на півночі розташований ряд низьких плато і горбистих місцевостей, переважно на висотах 185—615 м над р.м., які змінюються окремими пасмами гір.

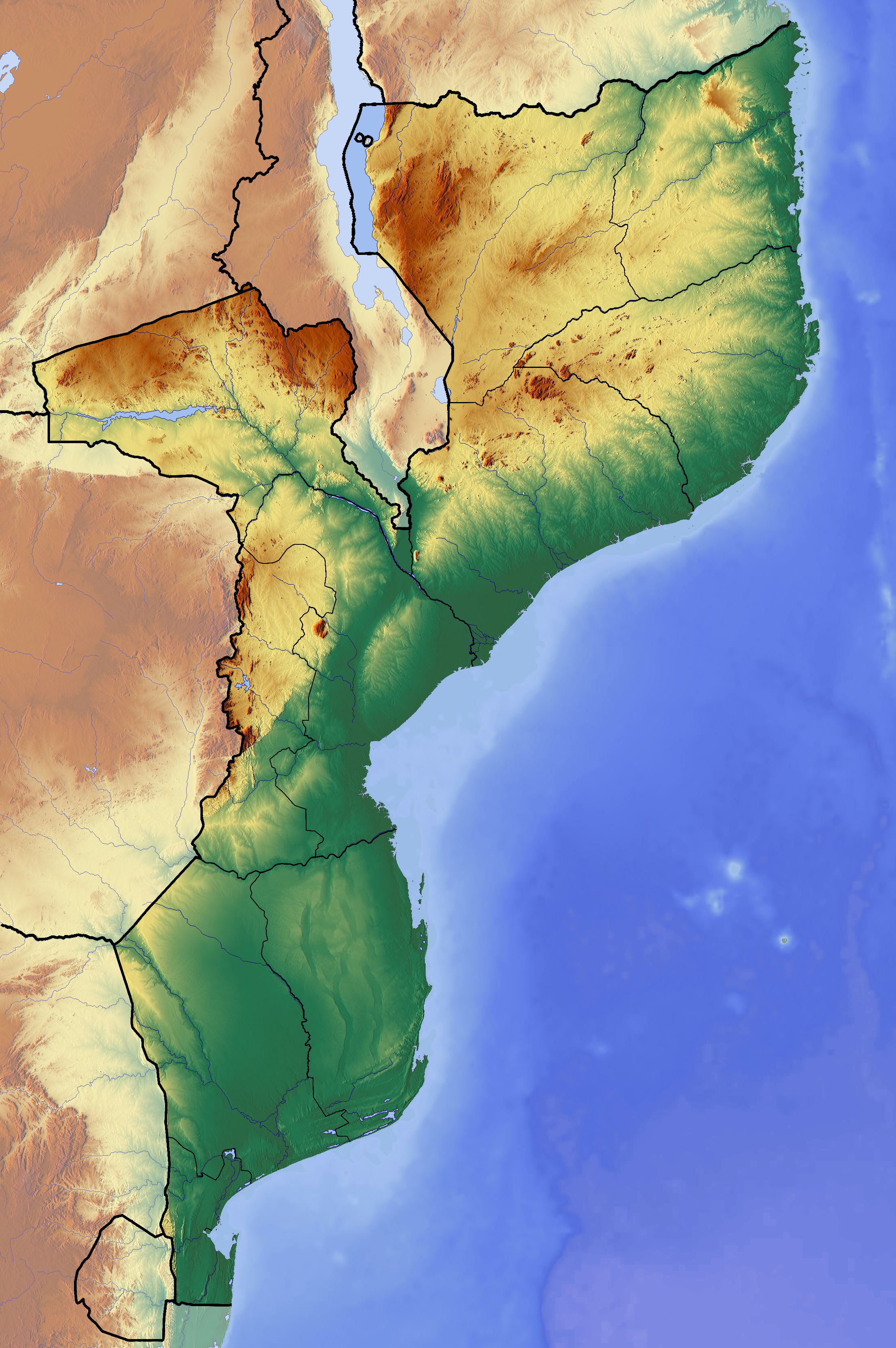
Рельєф Мозамбіку
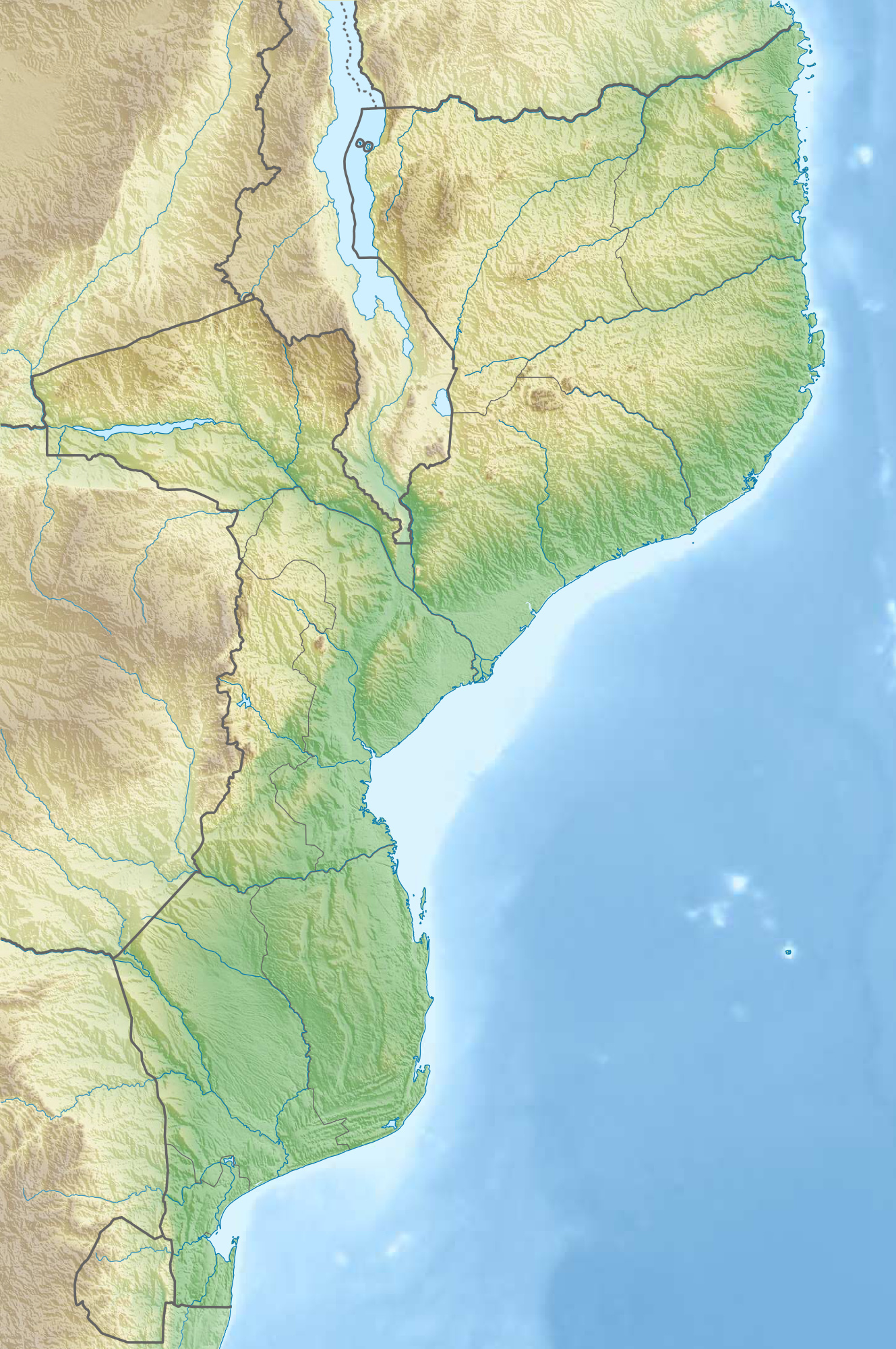
Гіпсометрична карта Мозамбіку
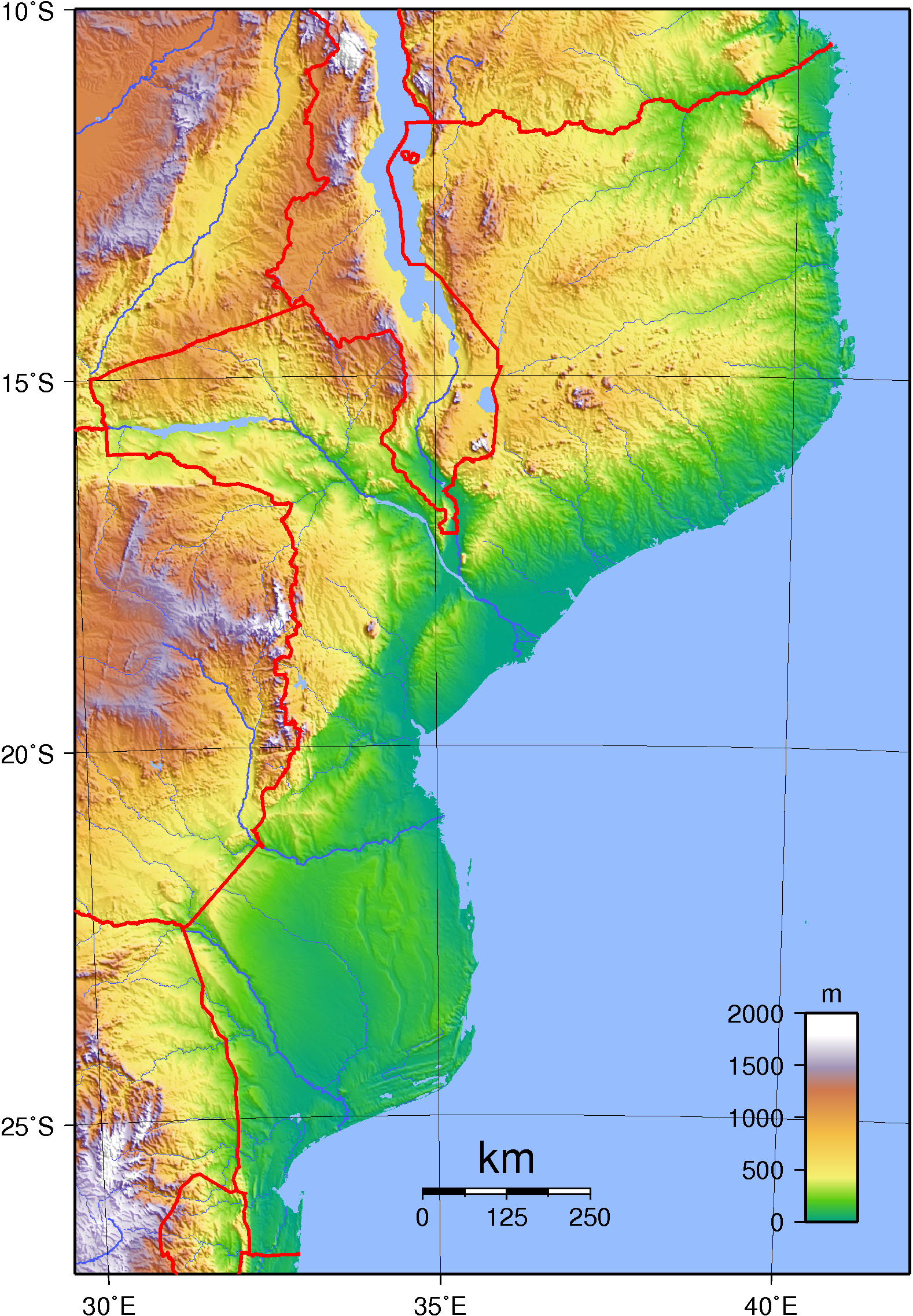
Рельєф Мозамбіку
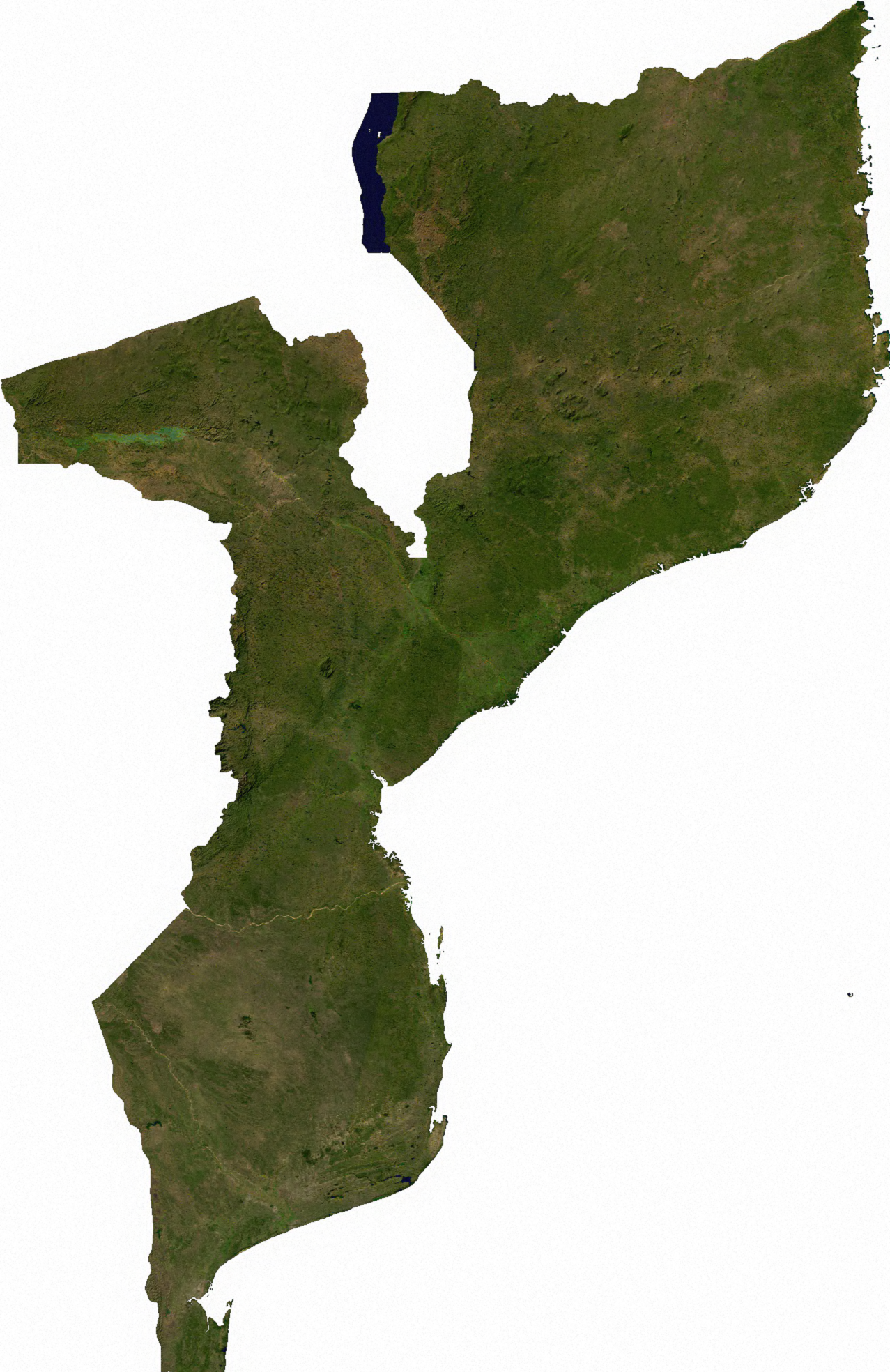
Супутниковий знімок поверхні країни
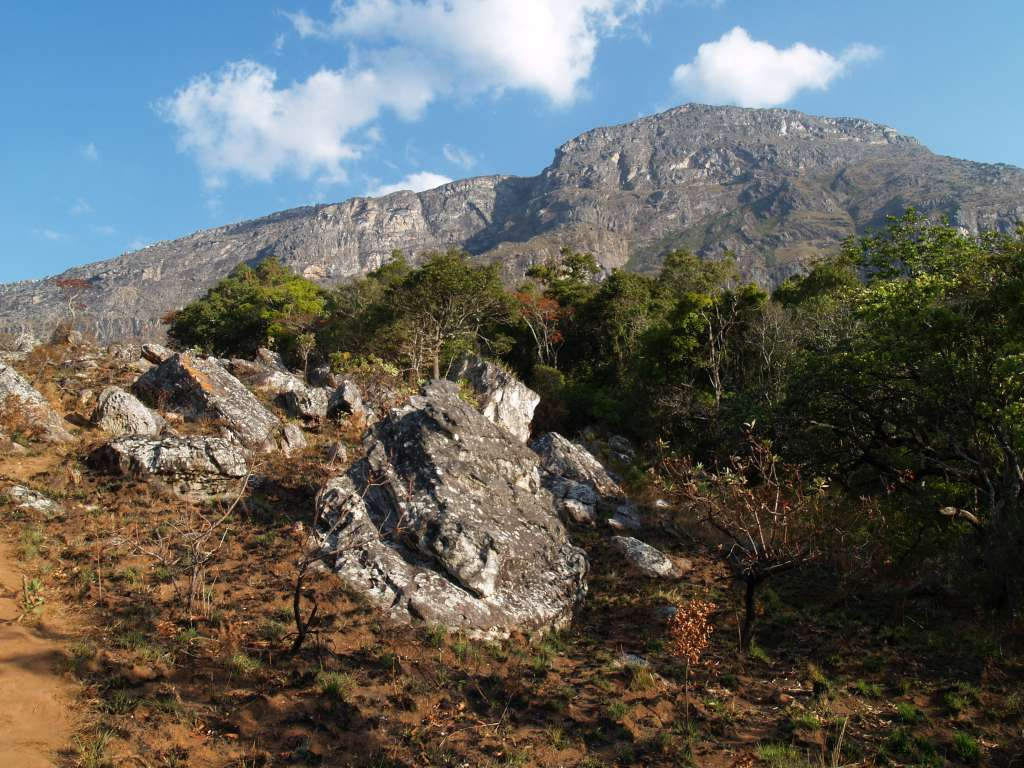
Гора Бінга

## Клімат
Північна частина Мозамбіку лежить у субекваторіальному, південна — у тропічному кліматичному поясі. На півночі влітку переважають екваторіальні повітряні маси, взимку — тропічні. Влітку вітри дмуть від, а взимку до екватора. Сезонні амплітуди температури повітря незначні, зимовий період не набагато прохолодніший за літній. Зволоження достатнє, проте вдалині від моря взимку може відзначатись більш сухий сезон. На півдні увесь рік панують тропічні повітряні маси. Спекотна посушлива погода з великими добовими амплітудами температури. Переважають східні пасатні вітри. На півдні на узбережжі зволоження достатнє, у теплий сезон з морів та океанів можуть надходити шторми.

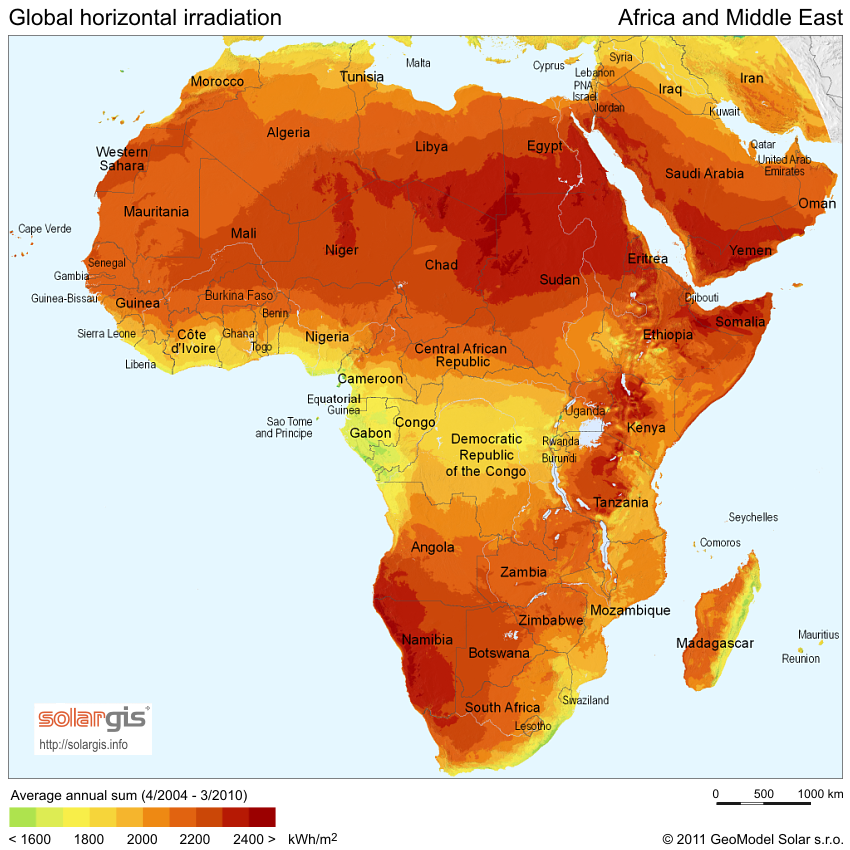
Сонячна радіація (англ.)
Кліматична карта Мозамбіку (за Кеппеном)
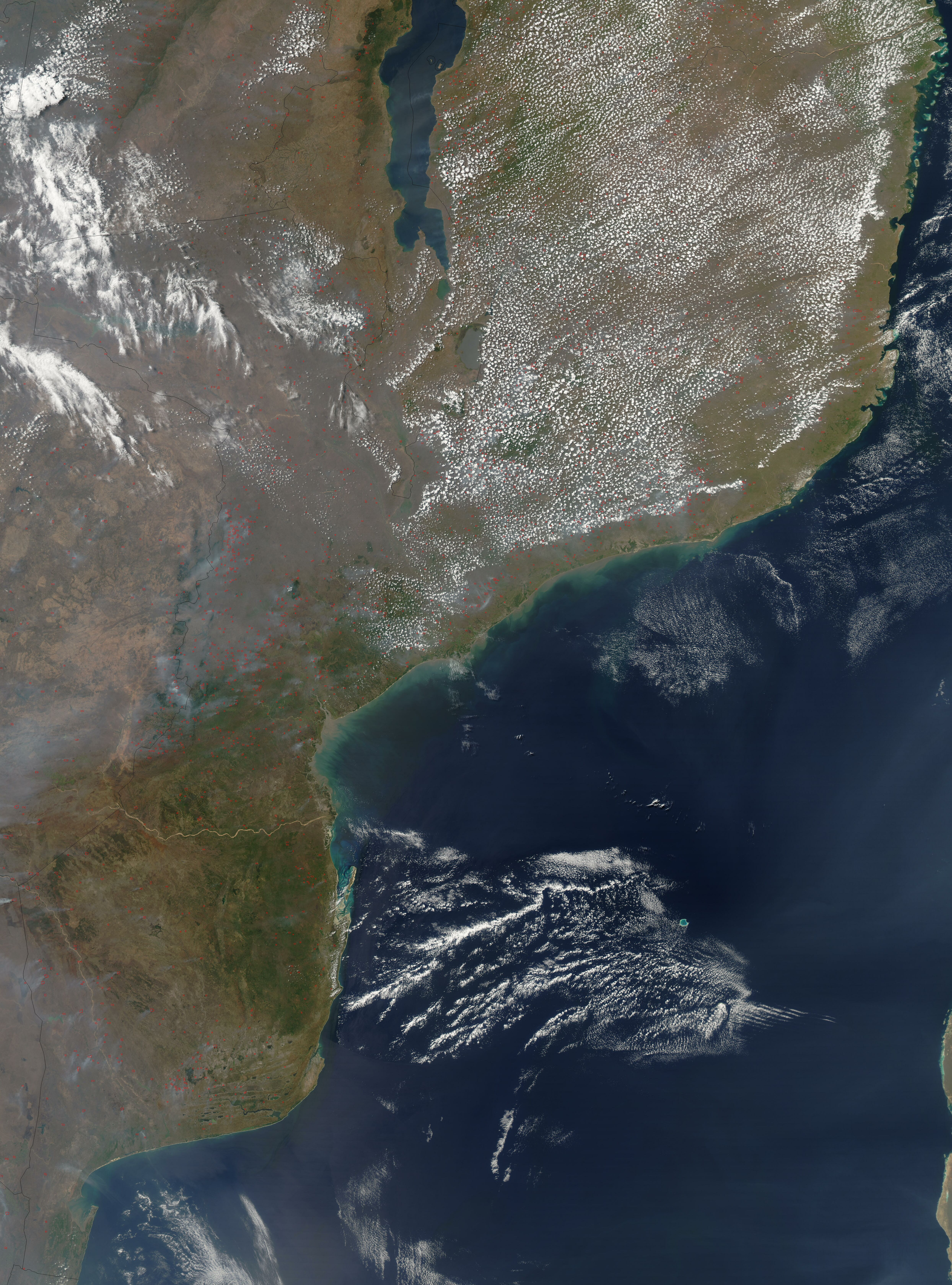
Хмарність над країною, вересень 2002 року

Мозамбік є членом Всесвітньої метеорологічної організації (WMO), в країні ведуться систематичні спостереження за погодою.

## Внутрішні води
Загальні запаси відновлюваних водних ресурсів (ґрунтові і поверхневі прісні води) становлять 217,1 км³. Станом на 2012 рік в країні налічувалось 1180 км² зрошуваних земель.

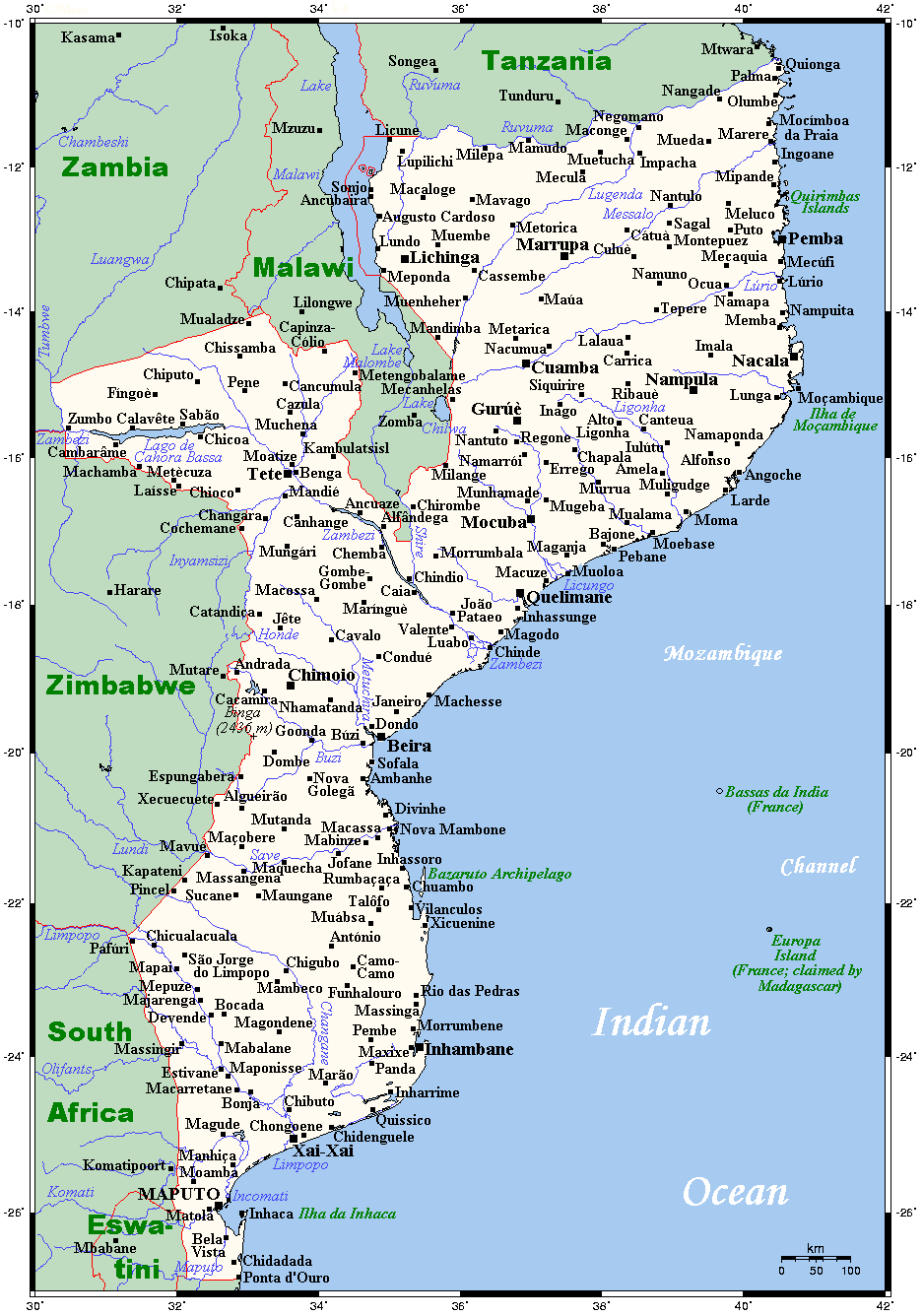
Гідрографічна мережа Мозамбіку
Сточище Замбезі
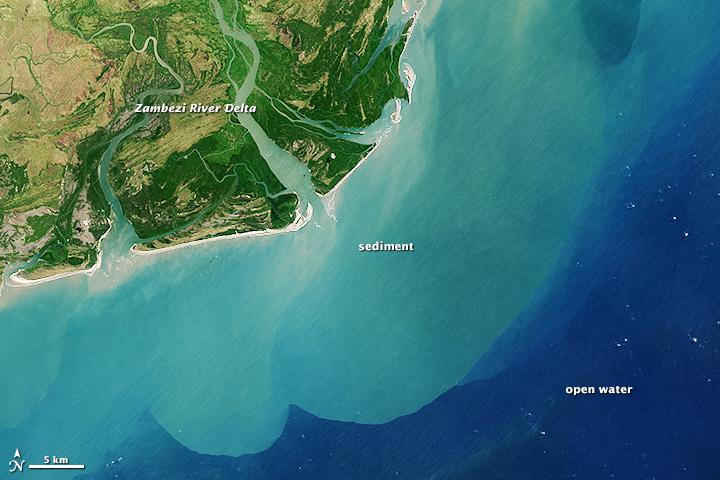
Дельта Замбезі із космосу
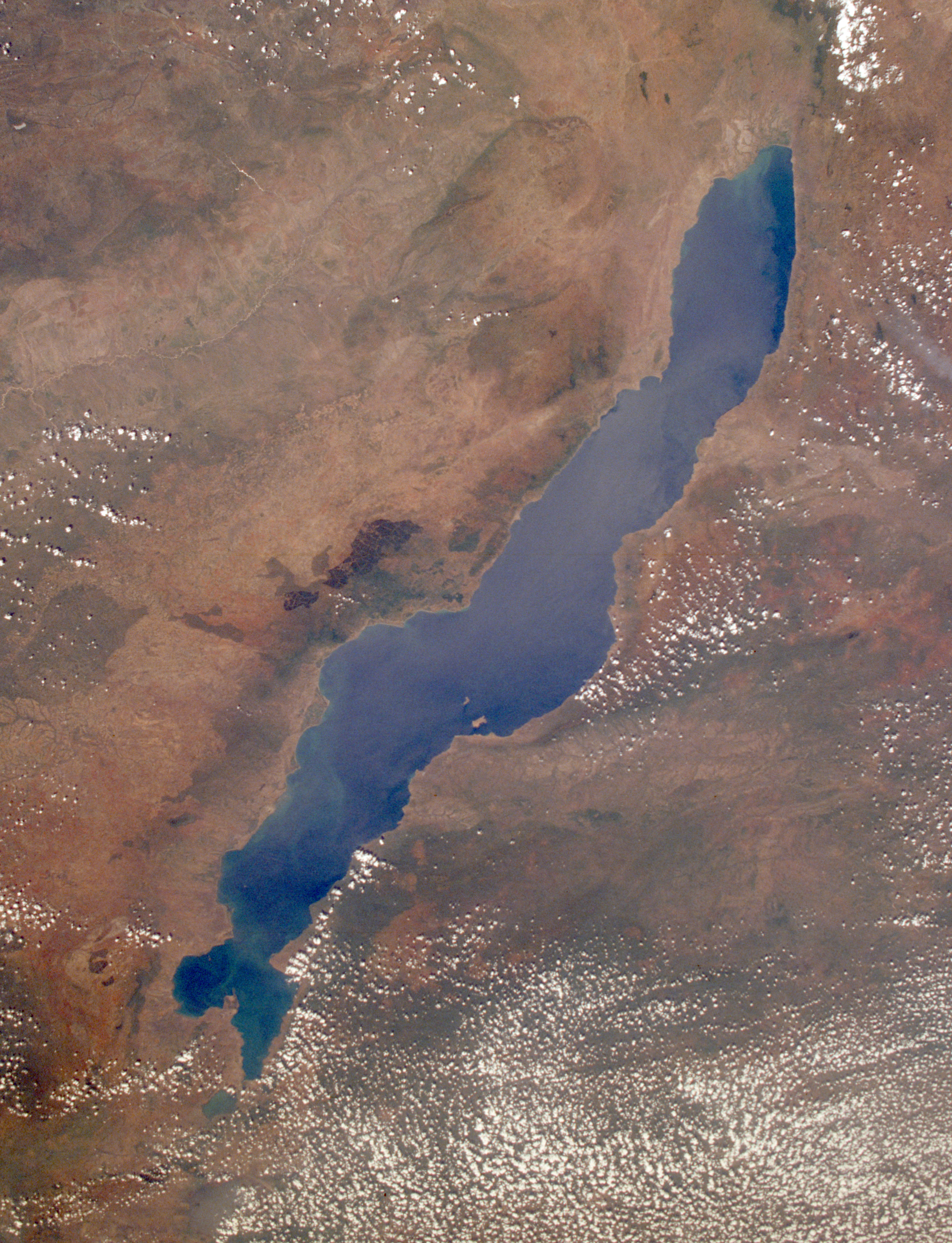
Озеро Ньяса з космосу
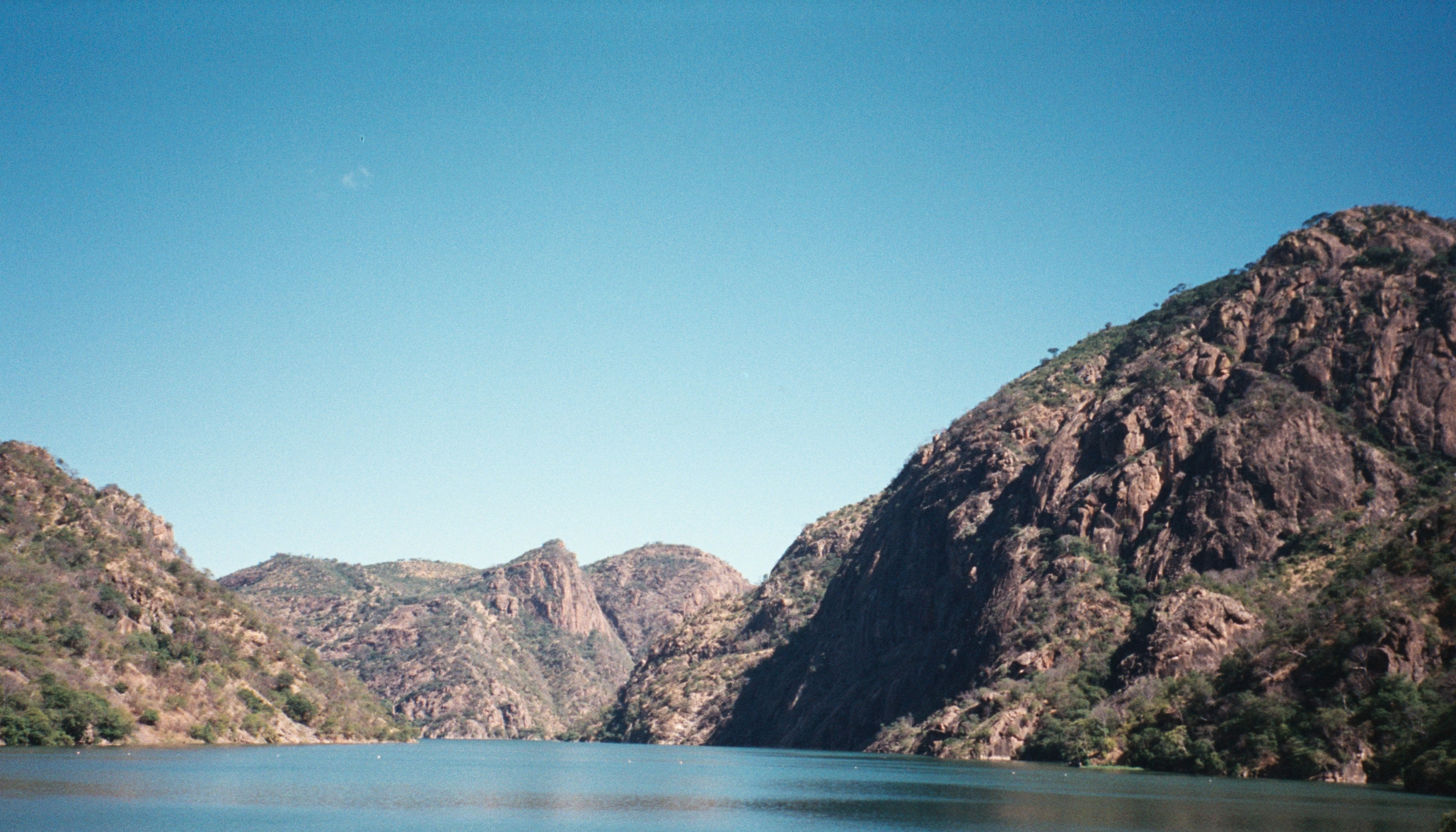
Водосховище Каора-Басса

### Річки
Річки країни течуть із заходу на схід і належать басейну Індійського океану. Найбільші річки: Замбезі, Лімпопо, Рувума, Саве, Лігонья, Луріо. Коливання стоку вельми значні. У вологий сезон звичайні повені, які в окремі роки приймають загрозливі розміри (сильні повені відбувалися в 1977, 1978 і 1984). У інші сезони року річки можуть майже повністю пересихати. На річці Замбезі, що протікає в провінції Тете (західний Мозамбік), побудована гідроелектростанція Кебрабаса (Каора-Басса).

### Озера
Велике прісноводне озеро Ньяса знаходиться на стику Мозамбіку, Малаві і Танзанії.

## Рослинність
Земельні ресурси Мозамбіку (оцінка 2011 року):
- придатні для сільськогосподарського обробітку землі — 56,3 %,
  - орні землі — 6,4 %,
  - багаторічні насадження — 0,3 %,
  - землі, що постійно використовуються під пасовища — 49,6 %;
- землі, зайняті лісами і чагарниками — 43,7 %;
- інше — 0 %[1].

## Тваринний світ
Зоогеографічно територія країни належить до Східноафриканської підобласті Ефіопської області.

## Охорона природи
Мозамбік є учасником ряду міжнародних угод з охорони навколишнього середовища:
- Конвенції про біологічне різноманіття (CBD),
- Рамкової конвенції ООН про зміну клімату (UNFCCC),
- Кіотського протоколу до Рамкової конвенції,
- Конвенції ООН про боротьбу з опустелюванням (UNCCD),
- Конвенції про міжнародну торгівлю видами дикої фауни і флори, що перебувають під загрозою зникнення (CITES),
- Базельської конвенції протидії транскордонному переміщенню небезпечних відходів,
- Конвенції з міжнародного морського права,
- Монреальського протоколу з охорони озонового шару,
- Міжнародної конвенції запобігання забрудненню з суден (MARPOL),
- Рамсарської конвенції із захисту водно-болотних угідь[11].

## Стихійні лиха та екологічні проблеми
На території країни спостерігаються небезпечні природні явища і стихійні лиха: посухи; руйнівні тропічні циклони і повіді у центральних і південних частинах.
Серед екологічних проблем варто відзначити:
- зростаюче навантаження на екосистеми узбережжя, внаслідок міграції населення;
- спустелювання;
- забруднення вод;
- браконьєрство (полювання на слонів заради слонової кістки).

## Фізико-географічне районування
У фізико-географічному відношенні територію Мозамбіку можна розділити на _ райони, що відрізняються один від одного рельєфом, кліматом, рослинним покривом.

### Українською
- Атлас світу / голов. ред. І. С. Руденко ; зав. ред. В. В. Радченко ; відп. ред. О. В. Вакуленко. — К. : ДНВП «Картографія», 2005. — 336 с. — ISBN 9666315467.
- Атлас. 7 клас. Географія материків і океанів / Укладачі О. Я. Скуратович, Н. І. Чанцева. — К. : ДНВП «Картографія», 2014.
- Бєлозоров С. Т. Африка : фізико-географічний нарис. — вид. 2-ге, перероб. і доп. — К. : Радянська школа, 1957. — 232 с.
- Барановська О. В. Фізична географія материків і океанів : навч. посіб. для студентів ВНЗ : [у 2 ч.]. — Н. : Ніжинський державний університет ім. Миколи Гоголя, 2013. — 306 с. — ISBN 978-617-527-106-3.
- Мозамбік // Гірничий енциклопедичний словник : [у 3-х тт.] / за ред. В. С. Білецького. — Д. : Східний видавничий дім, 2004. — Т. 3. — 752 с. — ISBN 966-7804-78-X.
- Костів Л. Я. Фізична географія материків і океанів. Африка : навч.-метод. посібник. — Л. : Видавничий центр ЛНУ імені Івана Франка, 2017. — 184 с. — ISBN 978-617-10-0374-3.
- Панасенко Б. Д. Фізична географія материків : навч. посіб. : в 2 ч. — В. : ЕкоБізнесЦентр, 1999. — 200 с.
- Юрківський В. М. Регіональна економічна і соціальна географія. Зарубіжні країни: Підручник. — 2-ге. — К. : Либідь, 2001. — 416 с. — ISBN 966-06-0092-5.

### Англійською
- (англ.) Graham Bateman. The Encyclopedia of World Geography. — Andromeda, 2002. — 288 с. — ISBN 1871869587.

### Російською
- (рос.) Авакян А. Б., Салтанкин В. П., Шарапов В. А. Водохранилища. — М. : Мысль, 1987. — 326 с. — (Природа мира)
- (рос.) Алисов Б. П., Берлин И. А., Михель В. М. Курс климатологии [в 3-х тт.] / под. ред. Е. С. Рубинштейна. — Л. : Гидрометиздат, 1954. — Т. 3. Климаты земного шара. — 320 с.
- (рос.) Апродов В. А. Вулканы. — М. : Мысль, 1982. — 368 с. — (Природа мира)
- (рос.) Апродов В. А. Зоны землетрясений. — М. : Мысль, 2010. — 462 с. — (Природа мира) — ISBN 978-5-244-01122-7.
- (рос.) Мозамбик // Африка: энциклопедический справочник [в 2-х тт.] / гл. ред. А. А. Громыко. — М. : Советская энциклопедия, 1986. — Т. 2. К-Я. — 671 с.
- (рос.) Браун Л. Африка. — М. : Прогресс, 1976. — 288 с. — (Континенты, на которых мы живем)
- (рос.) Букштынов А. Д., Грошев Б. И., Крылов Г. В. Леса. — М. : Мысль, 1981. — 316 с. — (Природа мира)
- (рос.) Власова Т. В. Физическая география материков. С прилегающими частями океанов. Южная Америка, Африка, Австралия и Океания, Антарктида. — 4-е, перераб. — М. : Просвещение, 1986. — 269 с.
- (рос.) Гвоздецкий Н. А., Голубчиков Ю. Н. Горы. — М. : Мысль, 1987. — 400 с. — (Природа мира)
- (рос.) Гвоздецкий Н. А. Карст. — М. : Мысль, 1981. — 214 с. — (Природа мира)
- (рос.) Географический энциклопедический словарь: географические названия / под. ред. А. Ф. Трёшникова. — 2-е изд., доп. — М. : Советская энциклопедия, 1989. — 585 с. — ISBN 5-85270-057-6.
- (рос.) Исаченко А. Г., Шляпников А. А. Ландшафты. — М. : Мысль, 1989. — 504 с. — (Природа мира) — ISBN 5-244-00177-9.
- (рос.) Каплин П. А., Леонтьев О. К., Лукьянова С. А., Никифоров Л. Г. Берега. — М. : Мысль, 1991. — 480 с. — (Природа мира) — ISBN 5-244-00449-2.
- (рос.) Словарь современных географических названий / под общей редакцией акад. В. М. Котлякова. — Екатеринбург : У-Фактория, 2006.
- (рос.) Литвин В. М., Лымарев В. И. Острова. — М. : Мысль, 2010. — 288 с. — (Природа мира) — ISBN 978-5-244-01129-6.
- (рос.) Лобова Е. В., Хабаров А. В. Почвы. — М. : Мысль, 1983. — 304 с. — (Природа мира)
- (рос.) Максаковский В. П. Географическая картина мира. Книга I: Общая характеристика мира. — М. : Дрофа, 2008. — 495 с. — ISBN 978-5-358-05275-8.
- (рос.) Максаковский В. П. Географическая картина мира. Книга II: Региональная характеристика мира. — М. : Дрофа, 2009. — 480 с. — ISBN 978-5-358-06280-1.
- (рос.) Поспелов Е. М. Географические названия мира: Топонимический словарь. — М. : АСТ, 2005.
- (рос.) Мозамбик // Страны Африки. Политико-экономический справочник / ред. В. Солодовников, В. Румянцев. — М. : Издательство политической литературы, 1969. — 318 с.
- (рос.) Физико-географический атлас мира. — М. : Академия наук СССР и Главное управление геодезии и картографии ГУГК СССР, 1964. — 298 с.
- (рос.) Энциклопедия стран мира / глав. ред. Н. А. Симония. — М. : НПО «Экономика» РАН, отделение общественных наук, 2004. — 1319 с. — ISBN 5-282-02318-0.